# Population de narvals de la baie de Baffin

Le narval (Monodon monoceros) est un mammifère marin endémique de l'Arctique. On le retrouve dans les eaux nordiques à partir de la latitude 60° N, principalement dans le nord-est canadien et dans le nord du Groenland,. Il a aussi été observé en Norvège, à Svalbard, une île se trouvant entre le Groenland et l'Europe et dans les eaux nordiques de la Russie. Sa population mondiale  est estimée à 170 000 individus. Les eaux canadiennes abritent deux populations de narvals distinctes géographiquement et génétiquement. La première occupe la baie de Baffin et compte  environ 140 000 individus. La seconde, dénombrant environ 12 500 individus se situe dans le nord de la baie d'Hudson.
Au Canada, le narval est considéré, depuis 2004 comme une espèce préoccupante. Malgré la prolifération des recherches étudiant les écosystèmes polaires, il reste beaucoup d'incertitudes entourant la situation des narvals. L'étude de ce mammifère marin est particulièrement difficile. Sa distribution nordique, la présence de glace de mer (l'eau sans glace ne représente que 3 % de son habitat) et la noirceur continue en hiver contraint énormément l'étude des narvals par la communauté scientifique. Ces éléments expliquent les mystères entourant encore aujourd'hui, la taille de la population, l'impact de la chasse et des changements climatiques sur les narvals. Les études récentes commencent à démontrer que les changements climatiques occasionnent des pressions importantes sur la survie des narvals, en causant un réchauffement de l'Arctique, qui se traduit globalement par la fonte des glaces et localement par un accroissement des glaces dans la baie de Baffin.

## La biologie des narvals

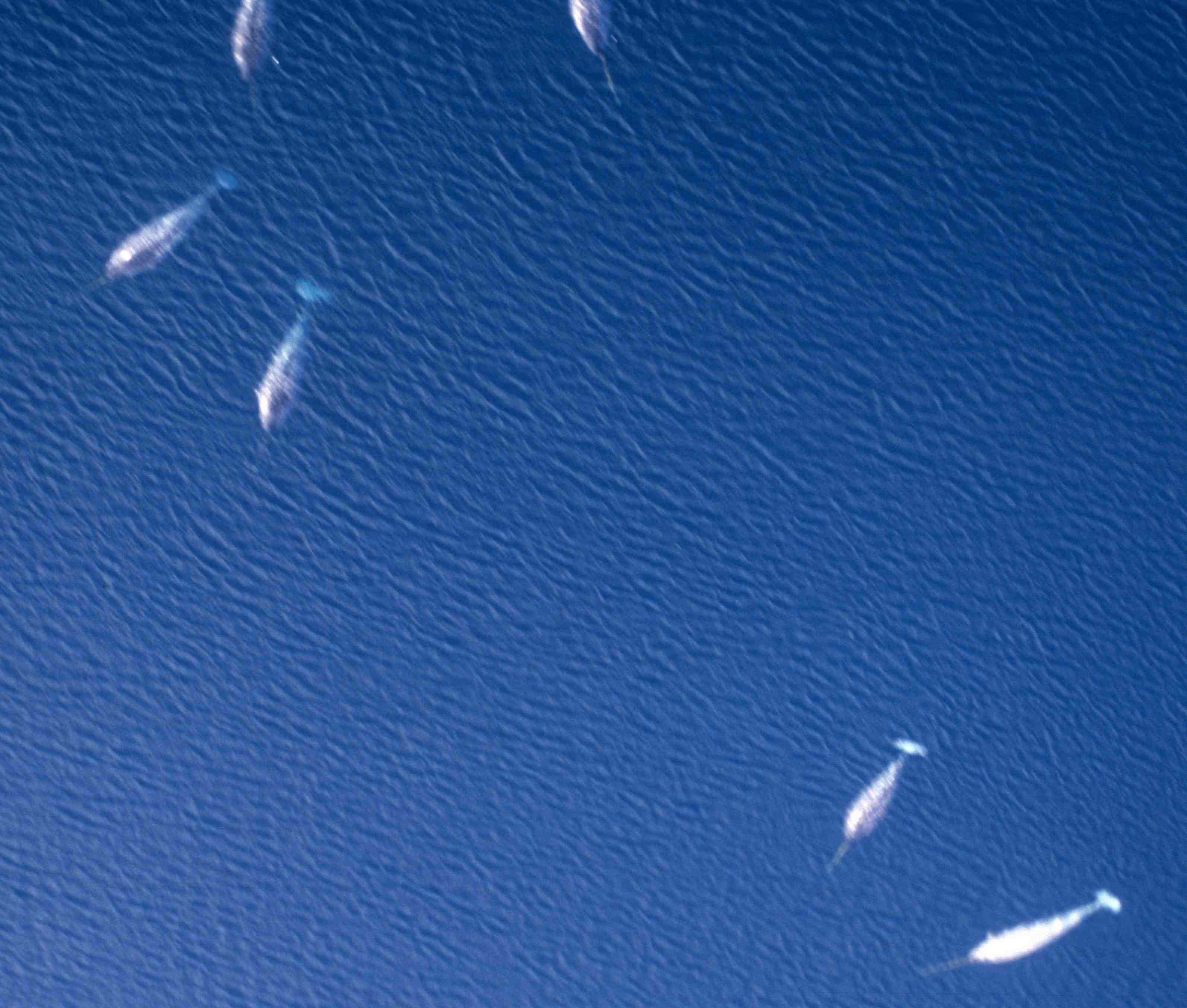

Les narvals de la baie de Baffin passent l'été (juin-septembre) dans les fjords et anses du Canada et du Groenland,. La formation de la glace à la fin de l'automne déclenche la migration des narvals vers leurs sites d'hivernage situés dans le détroit de Davis,. Les narvals étant des mammifères marins grégaires, migrent en groupe de plusieurs milliers. Une fois arrivé à destination, la horde se sépare en groupe de 3-4 individus. Cette migration dure 2 mois et une distance de 1700 km est parcourue,. Ils vont passer environ 5 mois aux sites d'hivernage. Les sites d'hivernage sont localisés dans des eaux profondes avec un couvert glaciaire important, à proximité de la côte de l'île de Baffin. La période hivernale est marquée par l'intensification de la chasse. La majorité des calories consommées annuellement par les narvals sont ingérées en hiver, dans le but de constituer une réserve énergétique. Les proies favorites des narvals se trouvant dans les fonds marins, leur accessibilité ne les limite aucunement, car ceux-ci ont la capacité de plonger  à des profondeurs dépassant 800 mètres pour les capturer. Les principales proies sont le flétan du Groenland (Reinhardtius hippoglossoides) et le calmar (Gonatus fabricii).  Bien que les narvals sont incapables de briser la glace ayant une épaisseur de plus de 1 mètre, la densité de la glace aux sites d'hivernage fréquentés est élevée : 95 % des eaux hivernales sont couverts par la glace entre janvier et mars,. L'accès à l'oxygène étant ainsi limité, les narvals dépendent des trous et des fissures dans la glace pour respirer. Les scientifiques commencent à comprendre la raison de la sélection préférentielle envers les milieux avec un couvert glacial important. Certaines hypothèses ont été avancées pour expliquer ce phénomène. Leur proie privilégiée, le flétan du Groenland est associé à la présence de glace. Aussi, la glace offre une protection contre les intempéries (le vent et les vagues) et les prédateurs comme l'orque (Orcinus orca),. Les narvals sont hautement adaptés au milieu nordique et tout changement occasionné par le réchauffement climatique dans leur biotope, aura des conséquences désastreuses pour leur survie à long terme.

## Dérèglement de l'environnement polaire
Les activités anthropiques sont responsables de l'altération du climat global. L'environnement polaire est particulièrement sensible au réchauffement climatique. La principale conséquence du réchauffement climatique en Arctique est la réduction de la glace de mer annuelle et pérenne. Les relevés climatiques des 25 dernières années sont caractérisés par une diminution de 3 % de l'étendue de la glace annuelle par décennie et par une baisse de 9 % de l'étendue de la glace pérenne par décennie,. Le dérèglement du biotope polaire se fait ressentir à plusieurs échelons de l'écosystème : il y a des changements dans la salinité des océans, une augmentation des températures de l'eau et de l'air,, une modification dans la circulation de la thermocline, et une réorganisation des communautés zooplanctoniques.
La baie de Baffin est un des seuls endroits au monde, où on remarque  une augmentation de la densité, de l'étendue et de l'épaisseur de la glace de mer,. La formation prématurée et le dégel tardif de la glace de mer prolonge la saison froide. De plus, le climat du Groenland s'est drastiquement rafraîchi, depuis 1970, modifiant par la même occasion les conditions océaniques et biologiques de l'environnement polaire. Les tendances illustrées par les relevés climatiques montrent un accroissement significatif de la densité et de l'étendue du couvert glaciaire de 7.5 % par décennie, entre 1979 et 1996. Aussi, les relevés cartographiques de la distribution de la glace de mer dans la baie de Baffin ont révélé que la superficie du couvert glaciaire des 10 dernières années a augmenté de 600 km2 ,. Les scientifiques ne connaissent toujours pas les causes exactes de ce phénomène, mais pensent que la modification du Gulf Stream  et de l'Oscillation nord-atlantique y ont un rôle important,.
Globalement, les changements climatiques d'origine anthropique causent l'ouverture de l'Arctique, en provoquant la fonte des glaces annuelles et pérennes. Alors que localement, les sites d'hivernage situés dans la baie de Baffin sont marqués par un refroidissement climatique, qui se traduit par une augmentation dans le temps et l'espace de la glace de mer.

## Impacts de la glace de mer sur les narvals

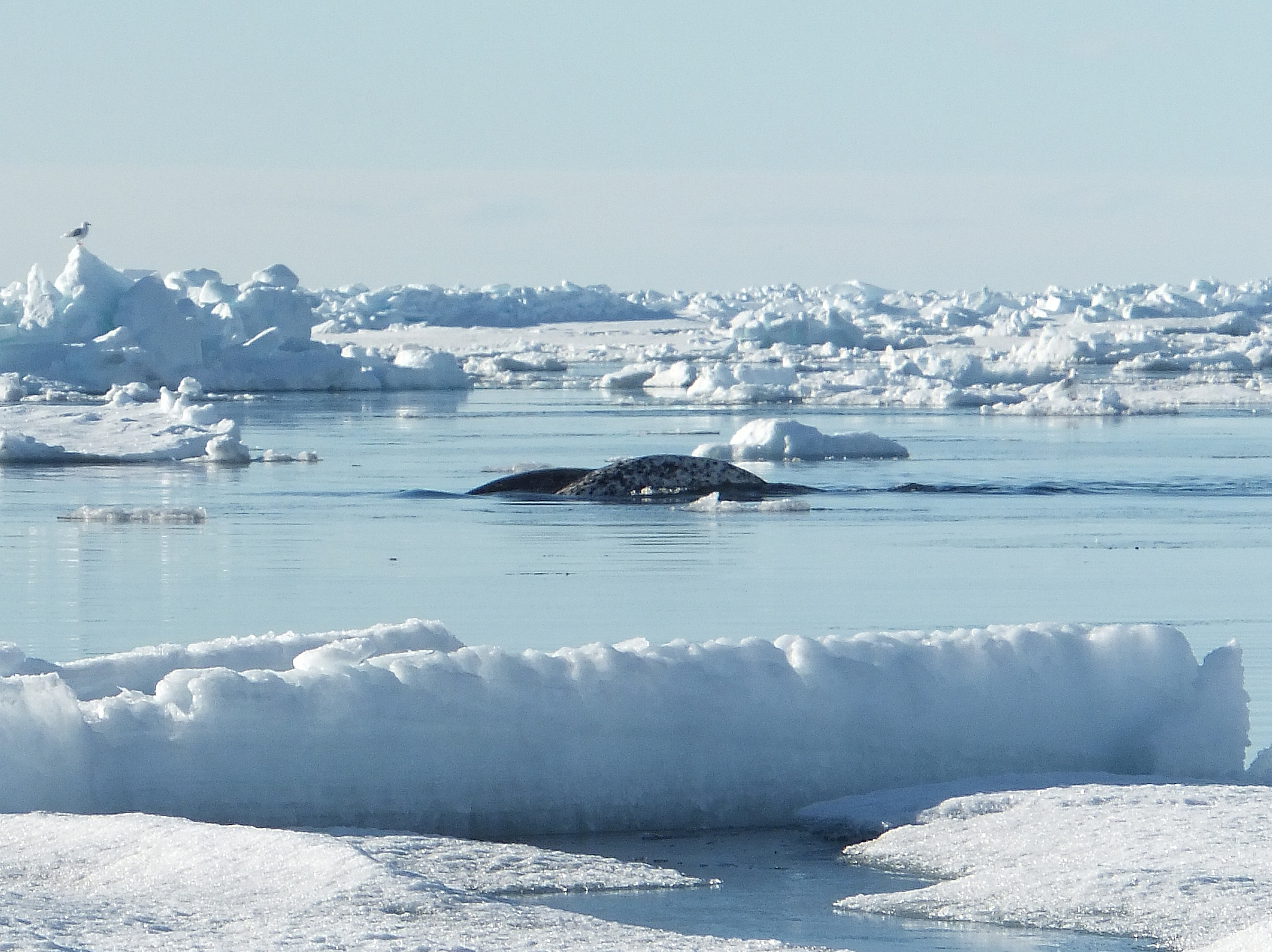

La glace de mer rend l'environnement polaire hostile pour la majorité des mammifères marins. Seulement 3 espèces fréquentent les eaux de l'Arctique à l'année : le narval, le béluga (Delphinapterus leucas) et la baleine boréale (Balaena mysticetus). Contrairement au 2 autres espèces, le narval occupe davantage les zones dominées par la glace de mer. Par exemple, du 1er février au 15 avril, l'eau libre de glace de mer aux sites d'hivernage ne représente que 5 %, alors que la glace de mer couvre 95 % du milieu. Même dans un tel environnement, le narval effectue des déplacements d'environ 40km/jour. Étant hyperspécialisé au contexte polaire, le narval possède des adaptations lui permettant d'optimiser sa survie face à la fluctuation saisonnière normale de la glace de mer. Sa musculature et morphologie particulière lui attribuent une bonne endurance à la nage et une longue capacité de plongée qui sont nécessaires pour prospérer dans un milieu où la glace de mer contraint la majorité de la vie aquatique. La plasticité physiologique des narvals permettant l'adaptation aux conditions de l'habitat a atteint sa limite. De nos jours, la fluctuation de l'environnement polaire étant drastique, la survie du narval est menacée, car il éprouve de la difficulté à ajuster sa nage et ses comportements de plongée face aux perturbations. La recrudescence singulière de la glace de mer par les activités anthropiques a de graves conséquences sur les narvals de la baie de Baffin.

### Limite les déplacements horizontaux locaux et lors de la migration
La glace de mer limite les déplacements locaux aux sites d'hivernage. Des suivis télémétriques ont démontré que l'occupation des sites d'hivernage, où la glace de mer est abondante, est marquée par peu de déplacements horizontaux. Par exemple, dans leur étude, Laidre et Heide-Jørgensen ont comparé les déplacements horizontaux effectués par les narvals occupant deux sites d'hivernages différents, un dans le nord et l'autre dans le sud de la baie de Baffin.  Les déplacements sont davantage restreints chez les narvals se trouvant au site d'hivernage dans le nord de la baie de Baffin, où la glace de mer est plus abondante. Étant des mammifères, l'accès à l'oxygène limite les déplacements horizontaux, entravés par la glace de mer. Le métabolisme aérobique des narvals leur permet de se déplacer horizontalement sous la glace sur une distance maximale de 3 km (ou 1.5 km, s'il doit revenir à l'ouverture de départ).  La rareté des trous et des fissures dans la glace réduit l'aire d'occupation des narvals aux endroits où l'eau est libre.
De plus, l'augmentation de la glace de mer peut influencer les déplacements et les comportements de migrations. Les narvals fréquentent 3 sites distincts au cours de l'année :  en août ils occupent un site côtier où la glace de mer est absente ; de novembre à avril, ils se trouvent au site d'hivernage où la glace de mer domine ; et de mai à juillet, ils utilisent un site printanier caractérisé par la fonte de la glace de mer provoquant l'ouverture vers les eaux pélagiques. L'horaire migratoire des narvals entre ses 3 sites dépend de la succession du couvert glaciaire. Étant hautement fidèles aux trajectoires empruntées et sites fréquentés, une fluctuation dans le couvert glaciaire peut empêcher la migration ou les déplacements des narvals vers un des 3 sites. Par exemple, la glace de mer a empêché le déplacement de 2 narvals dans le détroit de Lancaster, vers leur site printanier, en formant une barrière physique.

### Limite les déplacements verticaux et l'accès des ressources alimentaires
La glace de mer limite l'accès aux ressources alimentaires. La chasse est la principale activité des narvals se trouvant aux sites d'hivernage. Durant l'hiver, les déplacements horizontaux pour l'acquisition de nourriture sont centralisés dans les zones où la glace de mer permet les activités de chasse. L'augmentation des glaces annuelles et pérennes réduit l'aire de chasse des narvals en diminuant la superficie de fond exploitable. La profondeur du centre de la baie de Baffin est de 1000 mètres et une plongée à cette profondeur limite les déplacements horizontaux pour revenir vers la cavité initiale qui permet à la baleine de respirer,. Pour survivre, les narvals doivent se disperser horizontalement pour s'ajuster aux conditions provoquant la fermeture des cavités/fissures nécessaires à leur respiration. La recrudescence de la glace de mer au site d'hivernage réduit la capacité de support du milieu en diminuant la superficie des aires de chasse. Aussi, l'accroissement de la glace de mer peut modifier la distribution et l'abondance du flétan du Groenland qui est la principale proie des narvals en hiver.

### Augmente les risques d'emprisonnements dans la glace
La pullulation de la glace de mer dans la baie de Baffin favorise les épisodes d'emprisonnements dans celle-ci. Les vents permettent la fracturation de la glace de mer, créant ainsi des cavités et fissures que les narvals pourront utiliser pour respirer. Pour respirer, un narval mature a besoin d'une ouverture d'au moins 0.5m. Dans le contexte présent de la baie de Baffin, où le climat s'est énormément refroidi et la glace de mer domine, en absence de vent, la glace croît rapidement à la surface de l'eau. Par exemple, une période où la température de l'air est à -19 °C pendant 3 jours, provoque l'épaississement de la glace de 14 cm, qui est bien au-delà de la limite que les narvals peuvent briser normalement. Les narvals sont capables de briser facilement la glace nouvellement formée, mais la majorité de celle-ci se trouvant dans la baie de Baffin a plusieurs mètres d'épaisseur, ce qui contraint l'accès à l'oxygène. Ils dépendent donc totalement des cavités et fissures dans la glace pour respirer. L'incapacité de trouver et de maintenir des étendues libres de glace est fatale pour les narvals. Des cas d'emprisonnements et des études récentes suggèrent que malgré la capacité pagophilique des narvals, ceux-ci restent très vulnérable à l'emprisonnement dans les glaces dans la baie de Baffin où le couvert glaciaire est abondant aux sites d'hivernage,.

## Les perspectives du futur des narvals
L'histoire évolutive des narvals renseigne sur leur capacité à s'adapter face aux perturbations de leur biotope. Étant apparus à la fin du Pliocène dans les océans de l'Arctique, les biologistes savent qu'ils possèdent une certaine plasticité pour s'adapter aux conditions de leur environnement, car ils ont survécu à des périodes environnementales instables et des glaciations. Les analyses génétiques ont démontré que la diversité génétique des narvals est pauvre. Cela suggère que quelque part dans leur évolution, les narvals ont fait face à un goulet d'étranglement de population, c'est-à-dire, qu'un dérangement environnemental a provoqué une réduction de la population. Les baleines matures ont été incapables de se reproduire, donc incapables de maintenir leurs gènes dans la population en les transférant à la nouvelle génération, ce qui se traduit par une perte de diversité génétique.
Si les changements climatiques persistent, les narvals sont voués à disparaître de l'Arctique. La localisation des aires d'alimentation dans la baie de Baffin, fait de cet endroit une zone critique à leur survie. Environ 140 000 narvals, ce qui représente 80 % de la population mondiale passe l'hiver dans les eaux de la baie de Baffin. Les changements climatiques participent activement à la modification de l'environnement de la baie de Baffin en y favorisant la formation de glace de mer. Bien que plusieurs aspects de leur écologie dépendent de cet élément, sa prolifération a des conséquences catastrophiques sur la survie des narvals, car elle limite leurs déplacements, contraint l'accès aux ressources alimentaires et augmente les risques d'emprisonnements. Malgré la capacité à s'adapter aux périodes instables et glaciations passées, les changements contemporains se produisent à un rythme effréné, trop rapide pour que les narvals puissent s'habituer aux nouveaux paramètres. Leur faible diversité génétique et leur fidélité (aux sites d'été, d'hiver et aux routes de migrations) rendent cette espèce particulièrement sensible à la pullulation de la glace de mer dans la baie de Baffin.
Sans la mise en place de stratégies et de politiques permettant de limiter les dommages occasionnés par les changements climatiques en Arctique, l'avenir des narvals (et des autres mammifères marins) est sombre. L'accroissement de la glace de mer n'est malheureusement pas le seul problème les affectant. Le réchauffement climatique provoque l'ouverture de l'Arctique en favorisant la fonte des glaces annuelles et pérennes. Des zones normalement inaccessibles, deviennent accessibles aux industries pétrolières et gazières. Aussi, dans les dernières années, le transport maritime a largement augmenté. Ces activités accroissent la pollution acoustique, chimique et les risques de collisions avec les navires marchands. La pêche commerciale du flétan du Groenland dans la baie de Baffin diminue les ressources alimentaires disponibles et augmente les risques de capture des narvals dans les filets,.
Quatre différentes options se présentent aux espèces pour faire face aux changements climatiques. Les narvals peuvent modifier leur distribution géographique, s'adapter génétiquement, s'éteindre ou démontrer une plasticité phénotypique. Leur aire démographique se trouvant naturellement en Arctique, la modification de leur distribution, ne serait qu'une solution temporaire. Plusieurs générations sont nécessaires pour s'adapter génétiquement à une situation. Leur longue espérance de vie (50 ans) combinée avec les rapides changements climatiques, rend l'adaptation à court terme impossible. Étant hautement fidèles aux sites d'été, d'hiver et aux routes de migrations, les narvals démontrent peu de flexibilité dans leur plasticité phénotypique.Si les changements climatiques persistent en Arctique, les narvals pourraient disparaître de la baie de Baffin.[réf. nécessaire]